# Fergus Kerr
Fergus Gordon Thomson Kerr O.P. F.R.S.E. (Banff, 16 luglio 1931) è un presbitero scozzese della provincia domenicana inglese.
È noto per le sue pubblicazioni su Ludwig Wittgenstein e su san Tommaso d'Aquino.

## Biografia
Dopo aver studiato alla Banf Academy ed aver prestato servizio nella RAF dal 1953 al ’55, nel 1956 Kerr entrò a far parte dell’Ordine dei Predicatori e, sei anni più tardi, fu ordinato sacerdote. Studiò ad Aberdeen, Parigi, Monaco ed Oxford, avendo come maestri Donald M. MacKinnon, John Holloway e Cornelius Ernst. Dal 1966 al 1986 insegnò filosofia e teologia all’Università di Oxford, dove dal ’69 al ’78 fu priore della Blackfriars Hall.
Dopo una parentesi di sei anni -dal 1992 al ’98- come priore di Blackfriars ad Edimburgo, fece ritorno alla Blackfriars Hall di Oxford, di cui fu reggente fino al 2004. Al suo interno diresse l’istituto di studi dedicato a san Tommaso e, dal 1995, il bimensile New Blackfriars, rivista accademica di teologia fondata nel 1920 a cura della Provincia Domenicana inglese.
Kerr ottenne una fellowship onoraria da parte della Scuola di Teologia dell’Università di Edimburgo e iniziò ad avere un ruolo nel gruppo di cappellani cattolici di tale ateneo. > Nel 2005 divenne professore onorario dell’Università di St. Andrews. Dal 1992 al ’94 fu presidente della Società Teologica Cattolica della Gran Bretagna.

## Premi e riconoscimenti
- 2012: ‘’festschrift’’ in suo onore, dal titolo ‘’Faithful Reading’’[5]
- dicembre 2019: laurea honoris causa del Doctor of Divinity da parte dell’Università di Edimburgo.[3][6]

## Pubblicazioni selezionate
- Fergus Gordon Kerr, Theology After Wittgenstein, Oxford ; New York, Blackwell, 1986, ISBN 978-0-631-14688-9, OCLC 13003858.
- Fergus Gordon   Kerr e David   Nicholls (a cura di), John Henry Newman : reason, rhetoric, and romanticism, Carbondale, IL, Southern Illinois University Press, 1991, ISBN 978-0-8093-1758-5, OCLC 22909941.
- Fergus Gordon Kerr, Immortal Longings: versions of transcending humanity, Notre Dame, IN, University of Notre Dame Press, 1997, ISBN 978-0-2680-1180-2, OCLC 36407666.
- Fergus Gordon Kerr, After Aquinas: versions of Thomism, Malden, MA, Blackwell Publishers, 2002, ISBN 978-0-631-21312-3, OCLC 49743625.
- Fergus Gordon Kerr, Twentieth-Century Catholic Theologians: from neoscholasticism to nuptial mysticism, Malden, MA, Blackwell Publishers, 2007, ISBN 978-1-405-12083-8, OCLC 64098440.
- Fergus Gordon Kerr, Contemplating Aquinas: On the Varieties of Interpretation, London, SCM Press, 2007, ISBN 978-0-334-02922-9, OCLC 54715171.
- Fergus Gordon Kerr, "Work on Oneself": Wittgenstein's Philosophical Psychology, Institute for the Psychological Sciences monograph series, vol. 1, Arlington, VA, Institute for the Psychological Sciences Press, 2008, ISBN 978-0-9773-1031-9, OCLC 174138810.
- Fergus Gordon Kerr, Thomas Aquinas : a very short introduction, Very short introductions, vol. 214, Oxford ; New York, Oxford University Press, 2009, ISBN 978-0-1995-5664-9, OCLC 430497008.